# Hypnophila remyi
Hypnophila remyi је пуж из реда Stylommatophora и фамилије Cochlicopidae.

## Угроженост
Подаци о распрострањености ове врсте су недовољни.

## Распрострањење
Ареал врсте је ограничен на једну државу. 
Француска је једино познато природно станиште врсте.